# Andrea Nahlesová
Andrea Maria Nahlesová (* 20. června 1970) je německá politička, od dubna 2018 do června 2019 předsedkyně Sociálnědemokratické strany Německa (SPD) a od září 2017 do června 2019 jako předsedkyně poslanecké frakce SPD ve Spolkovém sněmu. V letech 2013 až 2017 působila jako spolková ministryně práce a sociálních věcí a předsedkyně socialistické mládeže Jusos. Známou se v rámci strany stala kritikou Agendy 2010 kancléře Gerharda Schrödera. V červnu 2019, po špatném výsledku SPD v evropských volbách, oznámila rezignaci na předsednictví SPD a její parlamentní frakce SPD. Pro přechodné období do zvolení nového vedení SPD se jejími nástupci stali Manuela Schwesigová, Malu Dreyerová a Thorsten Schäfer-Gümbel. Nahlesová rezignovala na poslanecký mandát ke dni 31. října 2019.